# Дюрсо (река)
Дюрсо́ — река в России (Краснодарский край). На реке располагается селение Дюрсо (с 1871 года в составе Абрау-Дюрсо). Название реки переводится с абхазского как «четыре источника».

## География
Река берёт начало в урочище Кряж восточнее горы Смертная. Течёт на юг. Длина реки составляет 14 км, площадь водосборного бассейна 53,7 км².

## Данные водного реестра
По данным государственного водного реестра России относится к Кубанскому бассейновому округу, водохозяйственный участок реки — бассейн Чёрного моря от мыса Панагия до восточной границы реки Джанхот.